# Bolduț
Bolduț – wieś w Rumunii, w okręgu Kluż, w gminie Ceanu Mare. W 2011 roku liczyła 667 mieszkańców.